# Soeira
Soeira is een plaats (freguesia) in de Portugese gemeente Vinhais en telt 120 inwoners (2001).